# Лингоны
Лингоны (лат. Lingones) — кельтское племя жившее в Трансальпийской Галлии на водоразделе между рек Марна, Сена, Маас и Сона; столицей их был город Андематун (современный Лангр). Часть лингонов переселились в Италию где расселились по правому берегу реки По и до Апеннин, по соседству с землями сенонов и бойев. Эта ветвь известна в связи событиями IV века до нашей эры — I века нашей эры. Лингоны Трансальпийской Галлии упомянуты в связи с событиями I века до нашей эры — II века нашей эры.

## Лингоны Италии

Лингоны среди кельтских племен (выделены синим цветом) Цизальпийской Галлии в 391—192 годах до н. э.

Первые известия о лингонах связаны с переселением кельтских племён в Северную Италию. «Итальянская энциклопедия» датировала его V—IV веками до нашей эры, Британника писала, что лингоны переселились около 400 года до н. э.. Тит Ливий утверждал что лингоны и бойи входили в третью волну переселявшихся кельтов. Так как все земли к северу от реки По были заняты бойи и лингоны пересекли По на плотах и разбив этрусков и умбров захватили их земли к северу от Апеннинских гор. Г. Биркхан писал, что результате переселения лингоны разрушили этрусский город Спину. В 1910 году около Комаччо были найдены 30 бронзовых пластинок служивших украшениями, что подтверждает то, что в регионе жили лингоны.
Британника допускала, что лингоны участвовали в осаде Рима 390 года до н. э. (по другой датировке осада была в 387 году до н. э.).
Полибий живший во II веке до нашей эры описывая всех кельтов северной Италии утверждал, что они жили в неукреплённых деревнях, за столом сидели на соломе, питались мясной пищей. Основу их имущества составляли золото и скот.

## Лингоны Галлии

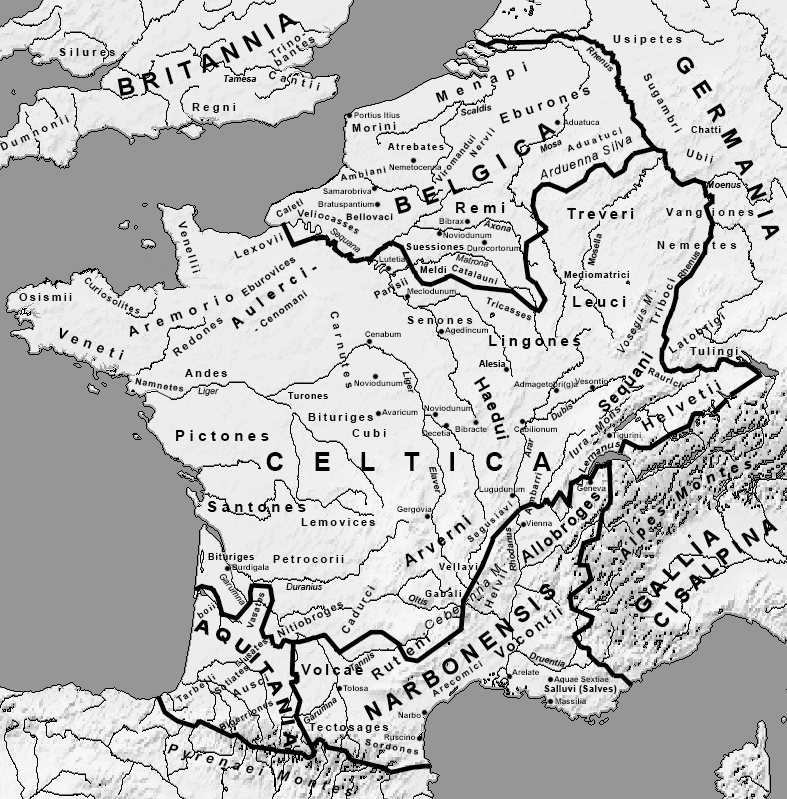
Карта Галлии в период до Римского завоевания. Лингоны написаны "Lingones"

В Трансальпийской Галлии лингоны жили у подошвы Вогез, на водоразделе между рек Марна, Сена, Маас и Сона. Центром был город Андематун (лат. Andematunnum? современный Лангр).
Во времена Гая Юлия Цезаря земли лингонов относились к Кельтике, после завоевания входили в Лугдунскую Галлию во времена Октавиана Августа переданы в Белгику.
Соседями лингонов были треверы, секваны медиоматрики.
Во время Галльской войны лингоны поддержали Цезаря. После того как римляне разбили гельветов в 58 году до н. э. в битве при Бибракте те отступили в земли лингонов. Цезарь отправил к лингонам гонцов с письмом. В послании Цезарь угрожал, что все те, кто окажет любую помощь (хлебом или чем иным) побеждённым, он будет рассматривать как врагов наравне с гельветами. Эта мера привела к тому что гельветы вскоре сдались. Во время войны римлян с Ариовистом, лингоны, секваны и левки были одним из немногих племён, что поставляли Гаю Цезарю хлеб.
В 53 году до н. э. после разгрома белгов Цезарь разместил на зимовку в землях лингонов 2 из 10 легионов. В 52 году до н. э. Цезарь прибыв из Вьенны в земли лингонов, приказал остальным легионам прибыть туда, чтобы воевать против Верцингеторига, но узнав об осаде Горговины выступил ей на помощь. Даже после перехода эдуев на сторону противников Рима лингоны оказались одним из немногих (вместе с ремами и треверами) племён которые не посылали представителей на общегалльский съезд в Бибракте. Через земли лингонов шёл Цезарь в 52 году до н. э. на секванов. Но на марше был атакован войсками Верцингеторига. Это столкновение галлов и римлян привело к битве при Алезии. В этом сражении победил Цезарь.
В 51 году до н. э. когда римляне воевали с белловаками всадники из племён лингонов, ремов не только принимали участие в войсках Цезаря, но и прикрывали фуражировку.
В 48 году нашей эры император Клавдий предоставил представителям наиболее знатных галльских семей право полного римского гражданства. Гальба став императором расширил эти права на те галльские народы, что поддержали его. Но племена лингонов и тревиров входили в войско Луция Вергиния Руфа (командира верхнегерманских легионов) разбившего Виндекса. Их не только поощрили как остальных галлов, но лишили части земли. Послы лингонов в траурных одеждах прибывшие к верхнегерманским легионам вели разговоры, подбивавшие на мятеж. Гордеоний Флакк выслал послов. Но слухи о том, что изгнанных лингонов убили, а также планируют арестовать недовольных Гальбой привели к мятежу в армии. Восставшие провозгласили императором Виттелия в Колонии Агриппине. Лингоны и тревиры поддержали мятеж предлагая восставшим «людей, коней, оружие и деньги». На юг против императора Гальбы было направлено две армии. Но когда виталлийский полководец Фабий Валент проходил через земли левков он узнал о свержении Отоном Гальбы. Войско Виттелия продолжило поход и пришло в земли лингонов поддержавших восставших.
Отон стремясь привлечь к себе симпатии и жителей провинций и союзных племен делал уступки жителям империи. Одной из них было дарование римского гражданства всему племени лингонов. Г. С. Кнабе ставил под сомнение данное событие считая, что раз лингоны действовали на стороне Виттелия, то награждать их со стороны Отона было нелогичным. Но Тацит считал, что все эти награждения были популистскими «все эти реформы были нужны Отону лишь для завоевания популярности; он и не рассчитывал, что они останутся в силе сколько-нибудь длительное время».
Но Вителий вскоре проиграл Веспасиану. Во время их борьбы в 69 году началось батавское восстание. Когда в Галлии узнали о гибели Виттелия и пожаре на Капитолии многие племена (канинефаты, узипы, хатты, убии, тунгры, сунуки. батазии, нервии, треверы и лингоны) решились на восстание. У лингонов Юлий Сабин уверявший всех, что он правнук Юлия Цезаря от наложницы и мечтавший создать галльскую империю в 70 году провозгласил себя цезарем. Юлий Сабин уничтожил договоры заключённые между лингонами и Римом и напал на секванов. Понеся поражение Юлий Сабин бежал. У Колонии Тревиров лингоны и другие галльские племена вступили в переговоры с веспасиановым полководцем Цериалом. После того как стороны не смогли договориться и около Колонии Тревиров произошло сражение. В этой битве лингоны и убии сражались в центре, батавы на правом фланге, бруктеры и тенктеры на левом фланге. Римляне почти проиграли сражение, но в итоге Цериал разбил восставших и захватил их лагерь.
В книге Плиния Старшего «Естественная история» лингоны наряду с ремами названы союзным племенем (лат. Lingones foederati, Remi foederati)

## Комментарии
1. ↑   По словам Тит Ливий первую волну возглавлял Белловез и выходцы из племён битуригов, арвернов, сенонов, эдуев, амбарров, карнутов и авлерков. Они, осев около Медиолана положили начало инсумбрам. Вторую волну возглавлял вождь ценоманов Этитовий. Кроме ценоманов осевших у Бриксии и Вероны переселились либуи и саллювии. Четвёртую волну составили сеноны[3].
2. ↑  Г.Бирхан писал, что во время Второй мировой войны эти украшения были утрачены
3. ↑  В 391[6]/390[7] /387[8] году кельты (у Аппиана и Полибия не уточняется имя племени[9]; сеноны (у Тита Ливия[10] Диодора Сицилийского[11]"; указана в Большой Российской энциклопедии, Британнике) начали войну с этрусским городом Клузий. Жители Клузия обратились за помощью к римлянам. Римляне отправили посланников, или как послов (у Аппиана), или как шпионов (у Диодора), но миссия провалилась так как римские посланники вместе с клузинцами напали на кельтов. В ответ на требование их выдать Рим ответил отказом. В скором времени между сенонами и римлянами произошло столкновение, результатом которого было поражение римлян на реке Аллия; взятие Рима в 387 году до н. э. и осада Капитолия, длившаяся более 6 месяцев. Измождённое голодом и болезнями войско кельтов было вынуждено отступить, но за это сенонский вождь Бренн предварительно затребовал выкуп в 1000 фунтов золота. Тит Ливий утверждал, что диктатор Камилл не дал римлянам совершить этот выкуп и разбил кельтов, но остальные авторы (Полибий, Диодор Сицилийский, Большая Российская энциклопедия) не сообщали о подобном сражении, а напротив писали, о том, что кельты покинули Рим с богатой добычей[12]
4. ↑  Ещё 2 легиона разместил на границе треверов, 6 в Агединке на землях сенонов

### Первичные источники
- Тит Ливий. Книга V. 34-49 // История от основания города.
- Гай Юлий Цезарь. De bello Gallico.
- Плиний Старший. Естественная история.
- Страбон. География.
- Полибий. Всеобщая история.